# Lista de parlamentares do Ceará
Relacionamos a seguir a composição da bancada do Ceará no Congresso Nacional após o fim do Estado Novo em 1945 conforme disposto nos arquivos do Senado Federal, Câmara dos Deputados e Tribunal Superior Eleitoral, ressalvando que mandatos exercidos via suplência serão citados apenas mediante morte, impedimento ou renúncia dos titulares ou nas hipóteses previstas no Art. 56 – I da Constituição.

## Organização das listas
Na confecção das tabelas a seguir foi observada a grafia do nome parlamentar adotado por cada um dos representantes do estado no Congresso Nacional, e quanto à ordem dos parlamentares foi observado o critério do número de mandatos e caso estes coincidam será observado o primeiro ano em que cada parlamentar foi eleito e, havendo nova coincidência, usa-se a ordem alfabética.

## Relação dos senadores eleitos
| Senadores eleitos      | Naturalidade             | Mandatos | Ano da eleição | Notas       | Referências |
| ---------------------- | ------------------------ | -------- | -------------- | ----------- | ----------- |
| Fernandes Távora       | Jaguaribe, CE            | 02       | 1947, 1954     |             |             |
| Menezes Pimentel       | Santa Quitéria, CE       | 02       | 1958, 1966     | [ nota 2 ]  |             |
| Wilson Gonçalves       | Cajazeiras, PB           | 02       | 1962, 1970     | [ nota 3 ]  |             |
| Virgílio Távora        | Jaguaribe, CE            | 02       | 1970, 1982     | [ nota 4 ]  |             |
| Mauro Benevides        | Fortaleza, CE            | 02       | 1974, 1986     |             |             |
| Tasso Jereissati       | Fortaleza, CE            | 02       | 2002, 2014     |             |             |
| Olavo Oliveira         | Granja, CE               | 01       | 1945           | [ nota 5 ]  |             |
| Plínio Pompeu          | Ipu, CE                  | 01       | 1945           | [ nota 5 ]  |             |
| Onofre Gomes           | Camocim, CE              | 01       | 1950           |             |             |
| Parsifal Barroso       | Fortaleza, CE            | 01       | 1954           | [ nota 6 ]  |             |
| Carlos Jereissati      | Fortaleza, CE            | 01       | 1962           | [ nota 7 ]  |             |
| Paulo Sarasate         | Fortaleza, CE            | 01       | 1966           | [ nota 8 ]  |             |
| César Cals             | Fortaleza, CE            | 01       | 1978           | [ nota 9 ]  |             |
| José Lins              | Crateús, CE              | 01       | 1978           |             |             |
| Cid Saboia de Carvalho | Fortaleza, CE            | 01       | 1986           |             |             |
| Beni Veras             | Crateús, CE              | 01       | 1990           |             |             |
| Lúcio Alcântara        | Fortaleza, CE            | 01       | 1994           | [ nota 10 ] |             |
| Sérgio Machado         | Fortaleza, CE            | 01       | 1994           |             |             |
| Luiz Pontes            | Fortaleza, CE            | 01       | 1998           |             |             |
| Patrícia Saboya        | Sobral, CE               | 01       | 2002           |             |             |
| Inácio Arruda          | Fortaleza, CE            | 01       | 2006           |             |             |
| Eunício Oliveira       | Lavras da Mangabeira, CE | 01       | 2010           |             |             |
| José Pimentel          | Picos, PI                | 01       | 2010           |             |             |
| Cid Gomes              | Sobral, CE               | 01       | 2018           |             |             |
| Eduardo Girão          | Fortaleza, CE            | 01       | 2018           |             |             |
| Camilo Santana         | Crato, CE                | 01       | 2022           | [ nota 11 ] | [ 5 ] [ 6 ] |
| Fontes:                |                          |          |                |             |             |

## Relação dos deputados federais eleitos
| Deputados federais eleitos | Naturalidade             | Mandatos | Ano da eleição                                 | Notas                   | Referências   |
| -------------------------- | ------------------------ | -------- | ---------------------------------------------- | ----------------------- | ------------- |
| Furtado Leite              | Santana do Cariri, CE    | 08       | 1958, 1962, 1966, 1970, 1974, 1978, 1982, 1986 |                         |               |
| Paes de Andrade            | Mombaça, CE              | 08       | 1962, 1966, 1970, 1974, 1978, 1982, 1986, 1994 |                         | [ 7 ]         |
| Leão Sampaio               | Barbalha, CE             | 06       | 1945, 1950, 1958, 1962, 1966, 1970             |                         |               |
| Ossian Araripe             | Crato, CE                | 06       | 1962, 1966, 1970, 1974, 1978, 1982             |                         |               |
| José Linhares              | Sobral, CE               | 06       | 1990, 1994, 1998, 2002, 2006, 2010             |                         |               |
| Aníbal Gomes               | Rio de Janeiro, RJ       | 06       | 1994, 1998, 2002, 2006, 2010, 2014             |                         |               |
| Arnon Bezerra              | Crato, CE                | 06       | 1994, 1998, 2002, 2006, 2010, 2014             | [ nota 12 ]             | [ 8 ]         |
| Flávio Marcílio            | Picos, PI                | 05       | 1966, 1970, 1974, 1978, 1982                   |                         |               |
| Mauro Sampaio              | Fortaleza, CE            | 05       | 1974, 1978, 1982, 1986, 1990                   |                         |               |
| Ariosto Holanda            | Limoeiro do Norte, CE    | 05       | 1990, 1998, 2002, 2006, 2010                   |                         |               |
| Vicente Arruda             | Granja, CE               | 05       | 1994, 1998, 2002, 2006, 2010                   |                         |               |
| Raimundo Gomes de Matos    | Fortaleza, CE            | 05       | 1998, 2002, 2006, 2010, 2014                   |                         |               |
| José Airton Cirilo         | Aracati, CE              | 05       | 2006, 2010, 2014, 2018, 2022                   |                         |               |
| José Guimarães             | Quixeramobim, CE         | 05       | 2006, 2010, 2014, 2018, 2022                   |                         |               |
| Francisco Monte            | Sobral, CE               | 04       | 1945, 1950, 1954, 1958                         |                         |               |
| Paulo Sarasate             | Fortaleza, CE            | 04       | 1945, 1950, 1958, 1962                         |                         |               |
| Adail Cavalcanti           | Iguatu, CE               | 04       | 1950, 1954, 1958, 1962                         | [ nota 13 ]             | [ 9 ]         |
| Armando Falcão             | Fortaleza, CE            | 04       | 1950, 1954, 1958, 1962                         | [ nota 14 ]             | [ 10 ] [ 11 ] |
| Álvaro Lins                | Pedra Branca, CE         | 04       | 1954, 1958, 1966, 1970                         |                         |               |
| Martins Rodrigues          | Quixadá, CE              | 04       | 1954, 1958, 1962, 1966                         | [ nota 15 ]             | [ 12 ]        |
| Edilson Távora             | Iguatu, CE               | 04       | 1958, 1962, 1966, 1970                         |                         |               |
| Marcelo Linhares           | Fortaleza, CE            | 04       | 1970, 1974, 1978, 1982                         |                         |               |
| Ubiratan Aguiar            | Cedro, CE                | 04       | 1986, 1990, 1994, 1998                         |                         |               |
| Moroni Torgan              | Porto Alegre, RS         | 04       | 1990, 1998, 2002, 2014                         | [ nota 16 ]             |               |
| Pinheiro Landim            | Solonópole, CE           | 04       | 1990, 1994, 1998, 2002                         |                         |               |
| José Pimentel              | Picos, PI                | 04       | 1994, 1998, 2002, 2006                         |                         |               |
| Leônidas Cristino          | Coreaú, CE               | 04       | 1994, 2002, 2014, 2018                         | [ nota 17 ]             |               |
| Marcelo Teixeira           | Fortaleza, CE            | 04       | 1994, 1998, 2002, 2006                         |                         |               |
| Roberto Pessoa             | Fortaleza, CE            | 04       | 1994, 1998, 2002, 2018                         | [ nota 17 ] [ nota 18 ] | [ 13 ] [ 14 ] |
| Eunício Oliveira           | Lavras da Mangabeira, CE | 04       | 1998, 2002, 2006, 2022                         |                         |               |
| André Figueiredo           | Fortaleza, CE            | 04       | 2010, 2014, 2018, 2022                         | [ nota 17 ]             |               |
| Domingos Neto              | Fortaleza, CE            | 04       | 2010, 2014, 2018, 2022                         |                         |               |
| Gentil Barreira            | Solonópole, CE           | 03       | 1945, 1950, 1954                               |                         |               |
| Moreira da Rocha           | Fortaleza, CE            | 03       | 1945, 1954, 1958                               |                         |               |
| Parsifal Barroso           | Fortaleza, CE            | 03       | 1950, 1970, 1974                               |                         |               |
| Virgílio Távora            | Jaguaribe, CE            | 03       | 1950, 1954, 1966                               |                         |               |
| Esmerino Arruda            | Granja, CE               | 03       | 1954, 1958, 1962                               |                         |               |
| Expedito Machado           | Crateús, CE              | 03       | 1958, 1962, 1986                               | [ nota 19 ]             | [ 15 ]        |
| José Dias de Macedo        | Camocim, CE              | 03       | 1958, 1962, 1966                               |                         |               |
| Moisés Pimentel            | Crateús, CE              | 03       | 1962, 1982, 1986                               | [ nota 13 ]             |               |
| Ernesto Valente            | Aracati, CE              | 03       | 1966, 1970, 1974                               |                         |               |
| Figueiredo Correia         | Várzea Alegre, CE        | 03       | 1966, 1974, 1978                               |                         |               |
| Manuel Rodrigues           | Cariré, CE               | 03       | 1966, 1970, 1974                               |                         |               |
| Antônio Morais             | Pereiro, CE              | 03       | 1974, 1978, 1982                               |                         |               |
| Aécio de Borba             | Fortaleza, CE            | 03       | 1982, 1986, 1990                               |                         |               |
| Carlos Virgílio Távora     | Fortaleza, CE            | 03       | 1982, 1986, 1990                               |                         |               |
| Orlando Bezerra            | Juazeiro do Norte, CE    | 03       | 1982, 1986, 1990                               |                         |               |
| Antônio Balhmann           | Fortaleza, CE            | 03       | 1994, 2010, 2014                               |                         |               |
| Inácio Arruda              | Fortaleza, CE            | 03       | 1994, 1998, 2002                               |                         |               |
| José Gerardo               | Caucaia, CE              | 03       | 1994, 2002, 2006                               | [ nota 20 ]             |               |
| Rommel Feijó               | Juazeiro do Norte, CE    | 03       | 1994, 1998, 2002                               | [ nota 17 ]             |               |
| Leo Alcântara              | Fortaleza, CE            | 03       | 1998, 2002, 2006                               |                         |               |
| Manoel Salviano            | Várzea Alegre, CE        | 03       | 1998, 2006, 2010                               |                         |               |
| Chico Lopes                | Fortaleza, CE            | 03       | 2006, 2010, 2014                               |                         |               |
| Gorete Pereira             | Juazeiro do Norte, CE    | 03       | 2006, 2010, 2014                               | [ nota 17 ]             |               |
| Danilo Forte               | Fortaleza, CE            | 03       | 2010, 2014, 2022                               |                         |               |
| Genecias Noronha           | Fortaleza, CE            | 03       | 2010, 2014, 2018                               |                         |               |
| Luizianne Lins             | Fortaleza, CE            | 03       | 2014, 2018, 2022                               |                         |               |
| Moses Rodrigues            | Sobral, CE               | 03       | 2014, 2018, 2022                               |                         |               |
| Alencar Araripe            | Pereiro, CE              | 02       | 1945, 1950                                     |                         |               |
| Adolfo Gentil              | Fortaleza, CE            | 02       | 1950, 1954                                     |                         |               |
| Alfredo Barreira           | Solonópole, CE           | 02       | 1950, 1954                                     |                         |               |
| Antônio Horácio            | Aracoiaba, CE            | 02       | 1950, 1954                                     |                         |               |
| Menezes Pimentel           | Santa Quitéria, CE       | 02       | 1950, 1954                                     |                         |               |
| Walter Sá                  | Fortaleza, CE            | 02       | 1950, 1966                                     |                         |               |
| Carlos Jereissati          | Fortaleza, CE            | 02       | 1954, 1958                                     |                         |               |
| Colombo de Sousa           | Itapipoca, CE            | 02       | 1954, 1958                                     | [ nota 21 ]             |               |
| Euclides Wicar             | Fortaleza, CE            | 02       | 1954, 1958                                     |                         |               |
| Costa Lima                 | Aracati, CE              | 02       | 1958, 1962                                     |                         |               |
| Osires Pontes              | Massapê, CE              | 02       | 1962, 1970                                     |                         |               |
| Humberto Bezerra           | Juazeiro do Norte, CE    | 02       | 1966, 1974                                     |                         |               |
| Jonas Carlos               | Almino Afonso, RN        | 02       | 1966, 1970                                     |                         |               |
| Januário Feitosa           | Cajazeiras, PB           | 02       | 1970, 1974                                     |                         |               |
| Claudino Sales             | Novo Oriente, CE         | 02       | 1974, 1978                                     |                         |               |
| Paulo Studart              | Fortaleza, CE            | 02       | 1974, 1978                                     |                         |               |
| Gomes da Silva             | Uruburetama, CE          | 02       | 1974, 1978                                     |                         |               |
| Cláudio Filomeno           | Fortaleza, CE            | 02       | 1978, 1982                                     |                         |               |
| Evandro Ayres de Moura     | Piancó, PB               | 02       | 1978, 1982                                     |                         |               |
| Haroldo Sanford            | Camocim, CE              | 02       | 1978, 1982                                     |                         |               |
| Leorne Belém               | Quixeramobim, CE         | 02       | 1978, 1982                                     |                         | [ 16 ]        |
| Manuel Gonçalves           | Assaré, CE               | 02       | 1978, 1982                                     |                         |               |
| Paulo Lustosa              | Sobral, CE               | 02       | 1978, 1982                                     |                         |               |
| César Cals Neto            | Fortaleza, CE            | 02       | 1982, 1986                                     |                         |               |
| Lúcio Alcântara            | Fortaleza, CE            | 02       | 1982, 1986                                     |                         |               |
| Manoel Viana               | Fortaleza, CE            | 02       | 1982, 1986                                     |                         |               |
| Carlos Benevides           | Fortaleza, CE            | 02       | 1986, 1990                                     | [ nota 22 ]             | [ 17 ]        |
| Etevaldo Nogueira          | Pedro II, PI             | 02       | 1986, 1990                                     |                         |               |
| Firmo de Castro            | Fortaleza, CE            | 02       | 1986, 1994                                     |                         |               |
| Antônio dos Santos         | Crateús, CE              | 02       | 1990, 1994                                     |                         |               |
| Edson Silva                | Fortaleza, CE            | 02       | 1990, 2010                                     |                         |               |
| Gonzaga Mota               | Fortaleza, CE            | 02       | 1990, 1994                                     |                         |               |
| Jackson Pereira            | Fortaleza, CE            | 02       | 1990, 1994                                     | [ nota 23 ]             |               |
| Almeida de Jesus           | Limoeiro do Norte, CE    | 02       | 1998, 2002                                     |                         |               |
| Antônio Cambraia           | Senador Pompeu, CE       | 02       | 1998, 2002                                     |                         |               |
| Eudes Xavier               | Fortaleza, CE            | 02       | 2006, 2010                                     |                         |               |
| Mauro Benevides            | Fortaleza, CE            | 02       | 2006, 2010                                     |                         |               |
| Antônio José Albuquerque   | Fortaleza, CE            | 02       | 2018, 2022                                     |                         |               |
| Célio Studart              | Fortaleza, CE            | 02       | 2018, 2022                                     |                         |               |
| Eduardo Bismarck           | Fortaleza, CE            | 02       | 2018, 2022                                     |                         |               |
| Idilvan Alencar            | Crato, CE                | 02       | 2018, 2022                                     |                         |               |
| Jaziel Pereira             | Camocim, CE              | 02       | 2018, 2022                                     |                         |               |
| Júnior Mano                | Nova Russas, CE          | 02       | 2018, 2022                                     |                         |               |
| Mauro Benevides Filho      | Fortaleza, CE            | 02       | 2018, 2022                                     |                         |               |
| Robério Monteiro           | Itarema, CE              | 02       | 2018, 2022                                     |                         |               |
| Beni Carvalho              | Aracati, CE              | 01       | 1945                                           |                         |               |
| Edgar de Arruda            | Fortaleza, CE            | 01       | 1945                                           |                         |               |
| Egberto Rodrigues          | Fortaleza, CE            | 01       | 1945                                           |                         |               |
| Fernandes Távora           | Jaguaribe, CE            | 01       | 1945                                           | [ nota 24 ]             |               |
| Fernandes Teles            | Crato, CE                | 01       | 1945                                           |                         |               |
| Frota Gentil               | Sobral, CE               | 01       | 1945                                           |                         |               |
| João Adeodato              | Sobral, CE               | 01       | 1945                                           |                         |               |
| José de Borba              | João Pessoa, PB          | 01       | 1945                                           |                         |               |
| Osvaldo Studart            | Fortaleza, CE            | 01       | 1945                                           |                         |               |
| Raul Barbosa               | Fortaleza, CE            | 01       | 1945                                           |                         |               |
| Stênio Gomes               | Baturité, CE             | 01       | 1945                                           |                         |               |
| Humberto Moura             | Acaraú, CE               | 01       | 1950                                           | [ nota 5 ]              |               |
| Otávio Lobo                | Santa Quitéria, CE       | 01       | 1950                                           |                         |               |
| Sá Cavalcanti              | Fortaleza, CE            | 01       | 1950                                           |                         |               |
| Ernesto Saboia             | Sobral, CE               | 01       | 1954                                           |                         |               |
| Perilo Teixeira            | Itapipoca, CE            | 01       | 1954                                           |                         |               |
| Bonaparte Maia             | Russas, CE               | 01       | 1958                                           |                         |               |
| Antônio Jucá               | Crateús, CE              | 01       | 1962                                           | [ nota 25 ]             |               |
| Audízio Pinheiro           | Fortaleza, CE            | 01       | 1962                                           |                         |               |
| Marcelo Sanford            | Sobral, CE               | 01       | 1962                                           |                         |               |
| Padre Palhano              | Sobral, CE               | 01       | 1962                                           | [ nota 19 ]             | [ 18 ]        |
| Raul Carneiro              | Fortaleza, CE            | 01       | 1962                                           |                         |               |
| Wilson Roriz               | Jardim, CE               | 01       | 1962                                           |                         |               |
| Delmiro Oliveira           | Granja, CE               | 01       | 1966                                           |                         |               |
| Josias Gomes               | Sobral, CE               | 01       | 1966                                           |                         |               |
| Padre Vieira               | Várzea Alegre, CE        | 01       | 1966                                           | [ nota 15 ]             | [ 12 ]        |
| Régis Barroso              | Sobral, CE               | 01       | 1966                                           |                         |               |
| Vicente Ferrer             | Lavras da Mangabeira, CE | 01       | 1966                                           |                         |               |
| Hildebrando Guimarães      | Maceió, AL               | 01       | 1970                                           |                         |               |
| Adauto Bezerra             | Juazeiro do Norte, CE    | 01       | 1978                                           |                         |               |
| Cesário Barreto            | Sobral, CE               | 01       | 1978                                           |                         |               |
| Iranildo Pereira           | Santana do Cariri, CE    | 01       | 1978                                           |                         |               |
| Chagas Vasconcelos         | Santana do Acaraú, CE    | 01       | 1982                                           |                         |               |
| Sérgio Filomeno            | Fortaleza, CE            | 01       | 1982                                           |                         |               |
| Bezerra de Melo            | Crateús, CE              | 01       | 1986                                           | [ nota 26 ]             | [ 19 ]        |
| Gidel Dantas               | Caraúbas, RN             | 01       | 1986                                           |                         |               |
| José Lins                  | Crateús, CE              | 01       | 1986                                           |                         |               |
| Luiz Marques               | Tauá, CE                 | 01       | 1986                                           | [ nota 27 ]             |               |
| Moema São Thiago           | Formiga, MG              | 01       | 1986                                           |                         |               |
| Osmundo Rebouças           | Aracati, CE              | 01       | 1986                                           |                         |               |
| Raimundo Bezerra           | Crateús, CE              | 01       | 1986                                           |                         |               |
| Ernani Viana               | Caucaia, CE              | 01       | 1990                                           |                         |               |
| Luiz Girão                 | Maranguape, CE           | 01       | 1990                                           |                         |               |
| Luiz Pontes                | Fortaleza, CE            | 01       | 1990                                           |                         |               |
| Maria Luiza Fontenele      | Quixadá, CE              | 01       | 1990                                           |                         |               |
| Marco Penaforte            | Fortaleza, CE            | 01       | 1990                                           |                         |               |
| Sérgio Machado             | Fortaleza, CE            | 01       | 1990                                           |                         |               |
| Vicente Fialho             | Tauá, CE                 | 01       | 1990                                           |                         |               |
| Edson Queiroz Filho        | Fortaleza, CE            | 01       | 1994                                           | [ nota 28 ]             |               |
| Nelson Otoch               | Fortaleza, CE            | 01       | 1994                                           |                         | [ 20 ]        |
| Pimentel Gomes             | Meruoca, CE              | 01       | 1994                                           |                         |               |
| Adolfo Marinho             | Fortaleza, CE            | 01       | 1998                                           |                         |               |
| Chiquinho Feitosa          | Fortaleza, CE            | 01       | 1998                                           |                         |               |
| Sérgio Novais              | Fortaleza, CE            | 01       | 1998                                           |                         |               |
| Bismarck Maia              | Fortaleza, CE            | 01       | 2002                                           |                         |               |
| João Alfredo               | Fortaleza, CE            | 01       | 2002                                           |                         |               |
| Pedro Ribeiro              | Pacajus, CE              | 01       | 2002                                           |                         |               |
| Ciro Gomes                 | Pindamonhangaba, SP      | 01       | 2006                                           |                         |               |
| Eugênio Rabelo             | Ibicuitinga, CE          | 01       | 2006                                           |                         |               |
| Flávio Bezerra             | Natal, RN                | 01       | 2006                                           |                         |               |
| Paulo Henrique Lustosa     | Fortaleza, CE            | 01       | 2006                                           |                         |               |
| Artur Bruno                | Fortaleza, CE            | 01       | 2010                                           |                         |               |
| João Ananias               | Santana do Acaraú, CE    | 01       | 2010                                           |                         |               |
| Raimundo Macêdo            | Aurora, CE               | 01       | 2010                                           | [ nota 29 ]             | [ 21 ] [ 22 ] |
| Adail Carneiro             | Solonópole, CE           | 01       | 2014                                           |                         |               |
| Flávio Sabino              | Quixadá, CE              | 01       | 2014                                           |                         |               |
| José Maria Macedo          | Fortaleza, CE            | 01       | 2014                                           |                         |               |
| Odorico Monteiro           | Arneiroz, CE             | 01       | 2014                                           |                         |               |
| Ronaldo Martins            | São Paulo, SP            | 01       | 2014                                           |                         |               |
| Vitor Valim                | Fortaleza, CE            | 01       | 2014                                           |                         |               |
| Capitão Wagner             | São Paulo, SP            | 01       | 2018                                           |                         |               |
| Dênis Bezerra              | Fortaleza, CE            | 01       | 2018                                           |                         |               |
| Heitor Freire              | Juazeiro do Norte, CE    | 01       | 2018                                           |                         |               |
| Pedro Bezerra              | Salvador, BA             | 01       | 2018                                           |                         |               |
| Vaidon Oliveira            | Acaraú, CE               | 01       | 2018                                           |                         |               |
| André Fernandes            | Iguatu, CE               | 01       | 2022                                           |                         |               |
| Dayany do Capitão          | Fortaleza, CE            | 01       | 2022                                           |                         |               |
| Fernanda Pessoa            | Fortaleza, CE            | 01       | 2022                                           |                         |               |
| Luiz Gastão                | Petrópolis, RJ           | 01       | 2022                                           |                         |               |
| Matheus Noronha            | Parambu, CE              | 01       | 2022                                           |                         |               |
| Yury do Paredão            | Juazeiro do Norte, CE    | 01       | 2022                                           |                         |               |
| Fontes:                    |                          |          |                                                |                         |               |

## Mandatos nas duas casas
Foram eleitos alternadamente para senador e deputado federal pelo Ceará os seguintes políticos: Carlos Jereissati, Eunício Oliveira, Fernandes Távora, Inácio Arruda, José Lins, José Pimentel, Lúcio Alcântara, Luiz Pontes, Mauro Benevides, Menezes Pimentel, Olavo Oliveira, Parsifal Barroso, Paulo Sarasate, Plínio Pompeu, Sérgio Machado.

## Origem dos parlamentares do estado
| Origem  | Senadores | Percentual |
| ------- | --------- | ---------- |
| CE      | 24        | 92,30%     |
| PB      | 01        | 3,85%      |
| PI      | 01        | 3,85%      |
| Total   | 26        | 100%       |
| Fontes: |           |            |

| Origem  | Deputados | Percentual |
| ------- | --------- | ---------- |
| CE      | 167       | 90,28%     |
| PB      | 03        | 1,62%      |
| PI      | 03        | 1,62%      |
| RN      | 03        | 1,62%      |
| SP      | 03        | 1,62%      |
| RJ      | 02        | 1,08%      |
| AL      | 01        | 0,54%      |
| BA      | 01        | 0,54%      |
| MG      | 01        | 0,54%      |
| RS      | 01        | 0,54%      |
| Total   | 185       | 100%       |
| Fontes: |           |            |